# Stony Rapids
Stony Rapids är ett samhälle i Kanada.   Det ligger i provinsen Saskatchewan, i den centrala delen av landet, 2 500 km nordväst om huvudstaden Ottawa. Stony Rapids ligger 209 meter över havet och antalet invånare är 243.
Terrängen runt Stony Rapids är huvudsakligen platt. Stony Rapids ligger nere i en dal som går i öst-västlig riktning. Runt Stony Rapids är det mycket glesbefolkat, med 7 invånare per kvadratkilometer.. Närmaste större samhälle är Black Lake, 19,4 km sydost om Stony Rapids. 